# Národní památník bratří Wrightů
Národní památník bratří Wrightů, připomínající první úspěšné lety motorového letadla těžšího než vzduch, se nachází ve městě Kill Devil Hills v Severní Karolíně. Během let 1900 až 1903 sem Wilbur a Orville Wrightové přišli z Daytonu v Ohiu na základě informací U.S. Weather Bureau o dobrých povětrnostních podmínkách. Důvodem bylo také soukromí, které tato oblast, odlehlá od hlavních středisek osídlení, na počátku dvacátého století poskytovala.

## Lokalita

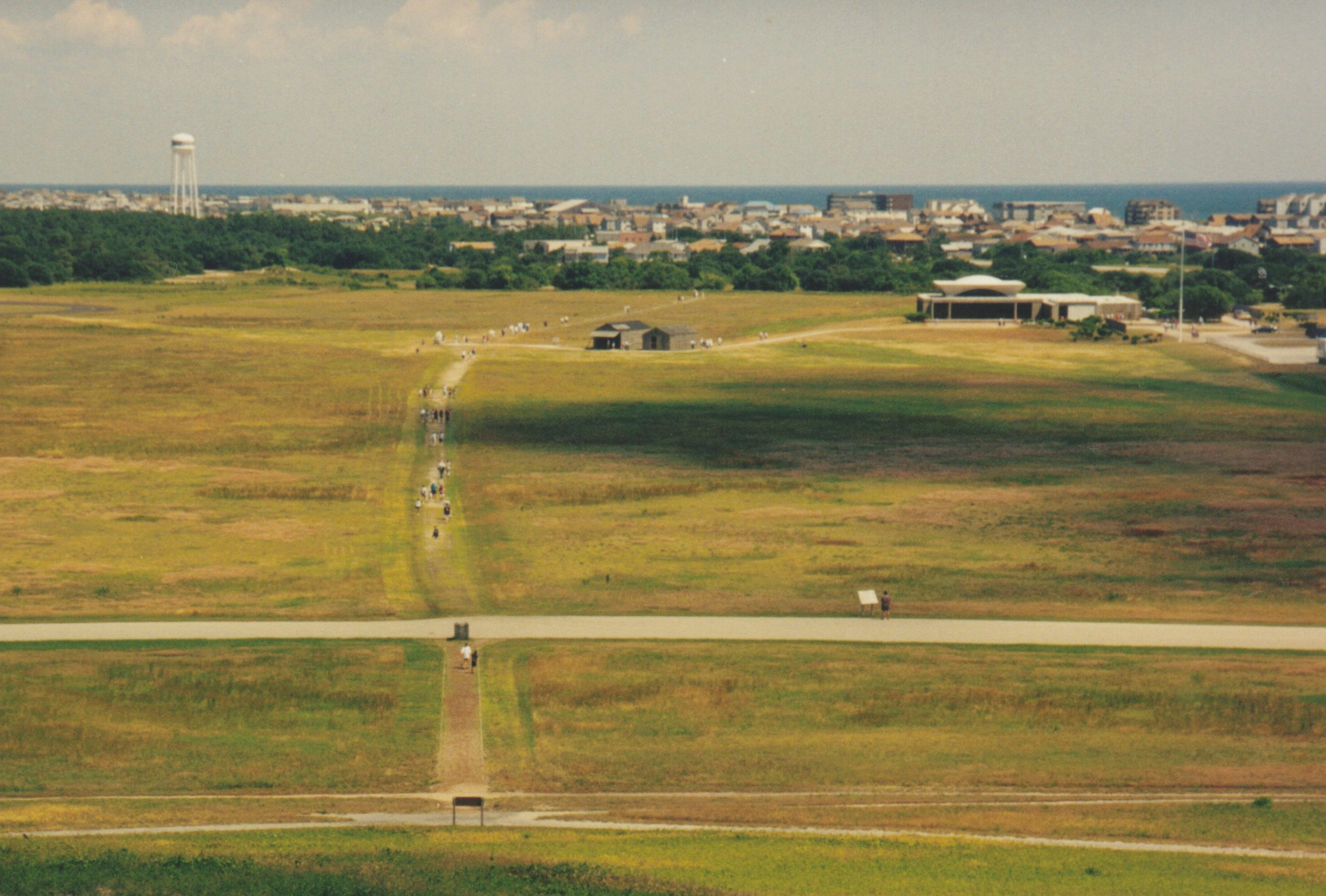
Letiště Kitty Hawk a město v pozadí

Poté, co tři roky prováděli letecké experimenty bez použití motoru z vrchu kopce a nedalekých písečných dun, uskutečnili 17. prosince 1903 bratři Wrightové čtyři lety přímo ze země poblíž úpatí kopce. Na místě je vyznačená trasa všech čtyř letů i s pomníky, které označují začátky a konce jednotlivých letů. Na základě dobových fotografií zde byly později opět postavené dvě dřevěné boudy, představující první letecký hangár na světě a obytné prostory bratří Wrightů.

## Návštěvnické centrum
V návštěvnickém centru se nachází muzeum, kde jsou vystaveny modely i skutečné nástroje a zařízení, které bratři Wrightové používali během leteckých experimentů, včetně kopie aerodynamického tunelu, který sloužil k testování tvarů křídel, a části motoru použitého při prvním letu. V jedné části návštěvnického centra je replika letounu Wright Flyer z roku 1903 v životní velikosti. Jde o první motorové letadlo v historii, které umožňovalo řízený let. Nachází se zde také model kluzáku z roku 1902 v reálné velikosti, který byl sestrojen pod vedením samotného Orvilla Wrighta. Na zdech místnosti, ve které je umístěn kluzák, jsou portréty a fotografie dalších leteckých průkopníků.

## Kopec Kill Devil Hill a památník

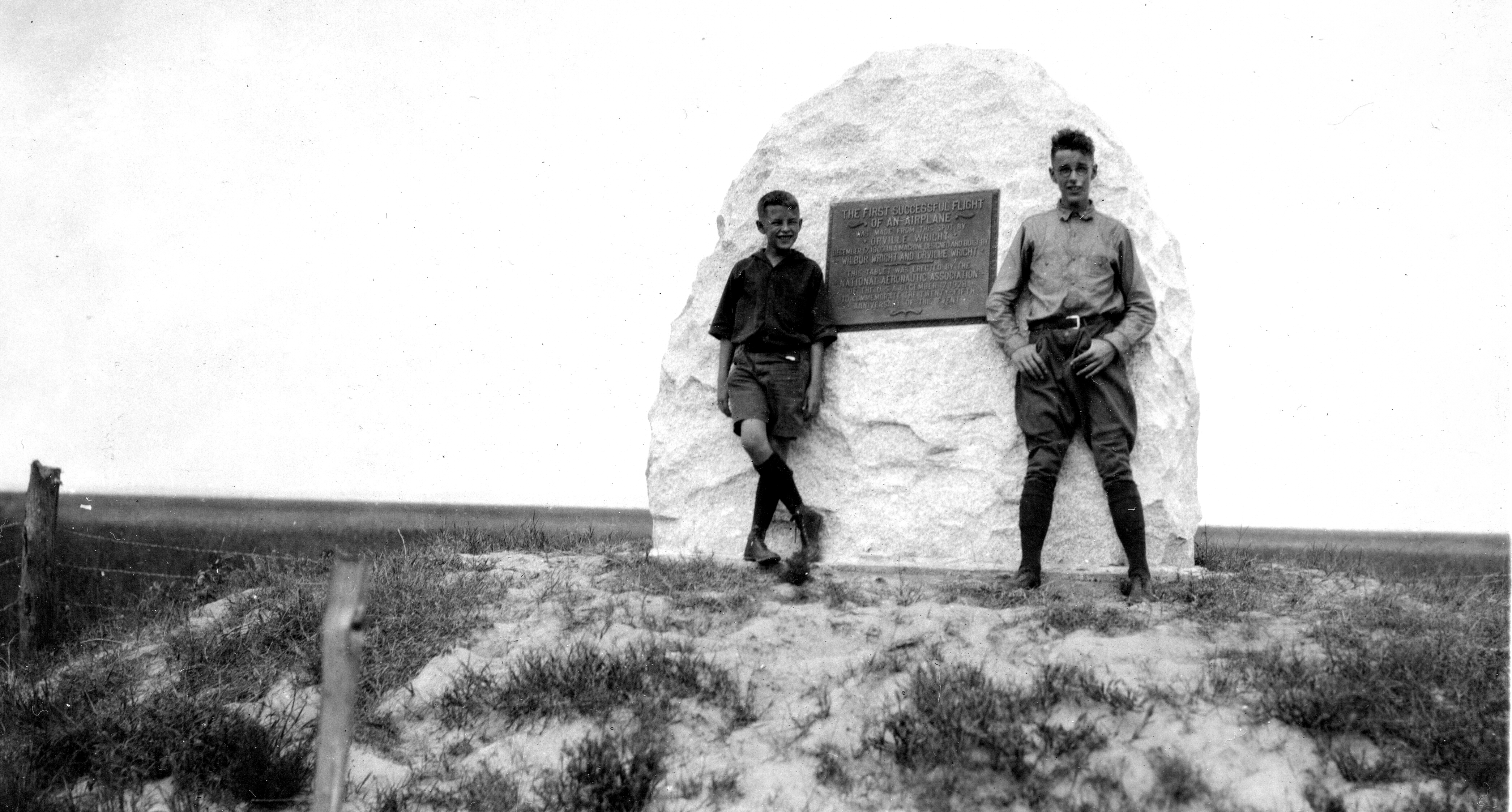
Monument na Kill Devil Hill v roce 1929.

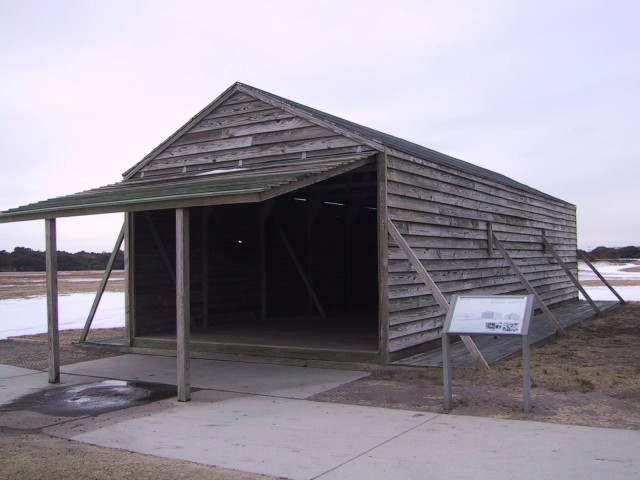
Replika hangáru bratří Wrightů

60 stop (18 metrů) vysoký žulový památník připomínající úspěch bratří Wrightů, k jehož věnování došlo v roce 1932, stojí na 90 stop (27 metrů) vysokém kopci Kill Devil Hill. Bratři Wrightové provedli velké množství testů s kluzákem na pohyblivé písečné duně, jejímž pozdějším zpevněním byl vytvořen právě kopec Kill Devil Hill. Po obvodu spodní části památníku je velkými písmeny vyrytý nápis: „Na památku vítězství bratří Wilbura a Orvilla Wrightů nad vzduchem, zrozeného z geniality a dosaženého neohroženým odhodláním a neoblomnou vírou.“ „In commemoration of the conquest of the air by the brothers Wilbur and Orville Wright conceived by genius achieved by dauntless resolution and unconquerable faith.“ Na vrcholu památníku je světlo podobné těm, jež bývají na majácích.
Dveře památníku, jejichž hodnota činila v roce 1928 3000 dolarů, jsou z niklu a nerezové oceli. Reliéfní desky na dveřích symbolizují vítězství nad vzduchem.
Levé dveře (odshora dolů): vynález francouzského zámečníka Besniera, který si myslel, že když si na ruce a na nohy připevní křídla ve tvaru pádel, bude moci létat; pocta Ottovi Lilienthalovi, což byl Němec, který zemřel během provádění experimentů s kluzákem; odkaz na francouzského filozofa, jenž se domníval, že vzhledem k tomu, že rosa ráno stoupá, bylo by možné s ní naplnit pytel a připevnit jej k bedně s plachtou, která by se pak po umístění na slunce vznesla (což se nestalo).
Pravé dveře (odshora dolů): Íkaros, hrdina řecké mytologie, jenž se pokusil uprchnout z Kréty tak, že si na ruce připevnil křídla z ptačího peří slepeného voskem a spadl, když letěl příliš blízko Slunce, jehož žár vosk rozpustil; letící pták a letadlo; papíroví draci používaní bratry Wrightovými a dalšími vynálezci během raných experimentů.

### Výstavba památníku
Památník byl navržen newyorskou stavitelskou firmou Rodgers and Poor, návrh byl oficiálně vybrán 14. února 1930. Před stavbou památníku byl přípravou místa ke stavbě a řízením krajinných úprav pověřen kapitán William H. Kindervater. Ten rozhodl o vysazení traviny troskutu prstnatého na kopci Kill Devil Hill a v jeho okolí, aby došlo ke zpevnění pískového podloží. Také nařídil provést v oblasti postřik speciálním hnojivem za účelem podpoření růstu travin a křoví a dal pokyn k vybudování plotu, který měl zabránit přístupu pasoucím se zvířatům. K řízení stavebního projektu byl poté vybrán námořní kapitán John A. Gilman. Stavba památníku s rozpočtem 213 000 dolarů začala v říjnu roku 1931 a byla dokončena v listopadu roku 1932. Na stavbu bylo použito 1200 tun žuly, více než 2000 tun štěrku, přes 800 tun písku, téměř 400 tun cementu a množství dalších materiálů.

### Věnování památníku
Věnování památníku proběhlo 14. listopadu 1932. Čekalo se, že přijde více než 20 000 lidí, ve skutečnosti se však na událost, konající se za větrného a deštivého dne, dostavilo jen asi 1000 lidí. Hlavním čestným hostem byl Orville Wright. Letkyni Ruth Nicholsové byla udělena výsada odkrýt americkou vlajku, která zakrývala slovo „génius“ a pamětní desku na památníku. Před samotným věnováním byl přečten dopis od presidenta Herberta Hoovera, který se ceremoniálu nemohl zúčastnit. Zajímavé na ceremoniálu bylo také to, že se jednalo o vzácnou příležitost, kdy jeden z těch, jimž byl památník věnován (Orville Wright), stále žil. Z kopce je nádherný výhled na okolí.

## Sté výročí letu
17. prosince 2003 se v parku slavilo sté výročí letu. Ceremonii pořádal letecký nadšenec John Travolta a zúčastnili se také prezident George W. Bush, Neil Armstrong, Buzz Aldrin a Chuck Yeager. Při příležitosti oslav byl vybudován Pavilón stého výročí, ve kterém jsou v současné době umístěny stálé expozice zobrazující oblast Outer Banks na přelomu století, replika původního letadla z roku 2003 a expozice týkající se letectví, kterou poskytla NASA.
Stát Severní Karolína daroval interaktivní plastiku, k jejímuž věnování došlo během oslav. Jedná se o sousoší v životní velikosti, jenž vytvořil Stephen H. Smith. Sousoší zachycuje okamžik počátku letu a ztvárňuje letoun z roku 1903, bratry Wrightovy, členy záchranné stanice města Kill Devil Hills, kteří asistovali při vzlétnutí letounu, a Johna T. Danielse, který je autorem slavné fotografie prvního letu.